# NGC 577
NGC 577 (другие обозначения — NGC 580, UGC 1080, MCG 0-4-165, ZWG 385.165, IRAS01281-0215, PGC 5628) — спиральная галактика с перемычкой (SBa) в созвездии Кит.
Этот объект занесён в новый общий каталог несколько раз, с обозначениями NGC 577, NGC 580.
Этот объект входит в число перечисленных в оригинальной редакции «Нового общего каталога».
Эрнест Темпель утверждал, что нашёл две туманности, следующие за NGC 560 и NGC 564. Но в указанном им районе была только одна галактика. Это обнаружил Льюис Свифт в ночь на 20 ноября 1886 года. Он сделал прямое восхождение на 23" больше, чем у Темпеля и верил, что объект на этих координатах является второй туманностью. Хоу поправил прямое восхождение, а Джон Дрейер обнаружил, что объект Свифта на исправленных координатах, получивший обозначение NGC 580, идентичен NGC 577.
Второй объект Темпеля, вероятно, является одной из звёзд в том районе неба, однако он указал его координаты с точностью лишь 10', поэтому это вряд ли можно проверить.
Галактика NGC 577 входит в состав группы галактик NGC 545. Помимо NGC 577 в группу также входят ещё 10 галактик.